# Eogyrinus
Eogyrinus es un género extinto de tetrápodos reptiliomorfos, uno  de los mayores del período Carbonífero, y probablemente uno de los mayores en su familia, con una longitud de 4,6 metros. Los únicos hallazgos de fósiles de Eogyrinus han tenido lugar en Europa.
Eogyrinus pasaba la mayor parte de su vida en el agua, siendo un nadador de movimientos rápidos gracias al balanceo de su larga cola, que era como una aleta. Tenía las patas cortas.  Puede que fuera un depredador, acechando a la espera de sus víctimas de la misma forma que hace hoy los cocodrilos, atrapando peces en aguas poco profundas. Aunque probablemente estaba mejor adaptado a cazar en el agua, Eogyrinus también podría haber cazado presas cercanas al agua.